# Da Boom
Da Boom is de 10e aflevering van Family Guy.

## Het verhaal
Peter hoort van een mascotte van een restaurant dat alle computers uitvallen na nieuwjaar en dat er geen 2000 meer komt.
Omdat hij zich zorgen maakt, sluit hij zich met zijn familie op in de kelder van hun huis.
Ze overleven de explosie en leven een paar dagen verder van hun proviand.
Dat is na een aantal dagen door Peter opgegeten en ze besluiten de stad Quahog te verlaten.
Peter weet dat er ergens een stad is met genoeg voedsel om mee verder te leven.
Het blijkt inderdaad zo te zijn als ze er aankomen en de Griffins bouwen hier meteen een nieuwe stad genaamd: Nieuw-Quahog.
Zodra Peter besluit wapens te maken voor de stad, wordt hij de stad uitgezet en daarna lopen ze verder naar de horizon, terwijl de stad wordt aangevallen door Stewie-octopussen.

## Bijzondere gebeurtenissen
- Peter wordt per ongeluk opgescheept met een verlopen kortingsbon die hij van Ernie the Giant Chicken (een grote gele kip) heeft gekregen. De twee voeren hierom een ongekend sadistisch gevecht. Hij zal nog vaker met deze kip vechten in latere afleveringen.
- Na de explosie is Joe in zijn oprit vastgesmolten.
- Cleveland en Glenn zijn samen aan elkaar vastgesmolten.
- De Griffins komen bij een huisje aan met genoeg voedsel, maar ze worden weggejaagd door een irritante pianist (Randy Newman) die alleen maar zingt over wat hij ziet.
- Stewie raakt chemisch afval aan, waardoor hij langzaam in een octopus verandert.
- Stewie laat als octopus eieren achter in het dorp. Daaruit kwamen meer Stewie-octopussen en die vallen de stad aan.
- Aan het einde van de aflevering spelen Victoria Principal en Patrick Duffy als Pamela en Bobby Ewing hun beruchte droomscene uit Dallas na, waardoor heel seizoen 9 van Dallas een droom bleek te zijn. Bobby sluit af met "Wat is Family Guy?".